# نادي فالنسيان
نادي فالنسيان لكرة القدم (بالفرنسية: Valenciennes Football Club )‏ ويعرف اختصارًا باسم نادي فالنسيان (بالفرنسية: Valenciennes)‏ هو نادي كرة قدم فرنسي تأسس في 1913، و يقع مقره في مدينة فالنسيان الفرنسية. و يلعب في الدوري الفرنسي الدرجة الثانية.

## انجازات

### محليا
- الدوري الفرنسي الدرجة الثانية (مرتان): 1972, 2006
- البطولة الوطنية (مره واحده): 2005
- بطولة فرنسا للهواة (مره واحده): 1998
- كأس فرنسا: الوصيف (مره واحده): 1951
- تشارلز كأس دراغو: الوصيف (مره واحده): 1959

## وصلات خارجية
- الموقع الرسمي